# Диплатинаэрбий
Диплатинаэрбий — бинарное неорганическое соединение, интерметаллид
платины и эрбия
с формулой Pt2Er,
кристаллы.

## Получение
- Сплавление стехиометрических количеств чистых веществ:

{\displaystyle {\mathsf {2Pt+Er\ {\xrightarrow {1740^{o}C}}\ ErPt_{2}}}}

## Физические свойства
Диплатинаэрбий образует кристаллы
кубической сингонии,
пространственная группа F m3m,
параметры ячейки a = 0,757 нм, Z = 8,
структура типа магнийдимеди Cu2Mg (фаза Лавеса)
.
Соединение образуется по перитектической реакции при температуре 1740 °C.